# Досю Негенцов
Досю Андреев Негенцов е български просветен деец и публицист.

## Биография
Роден е на 17 декември 1872 година в Габрово. Завършва Габровската мъжка гимназия. Между 1891 и 1894 е учител в Дряновското третокласно училище. На следващата година Негенцов участва в основаването на Българския учителски съюз. На учредителния конгрес е избран за член на контролния комитет и част от редакционния комитет на вестника на съюза „Учителски другар“. През 1898 г. заедно с Боню Лунгов започва да издава сп. „Право дело“. От 1912 до 1934 г. е начело на Българския учителски съюз. Учи в Женева и Гренобъл. През 1901 г. участва в Осмия македоно-одрински конгрес като делегат от Габровското македоно-одринско дружество. В периода 1913 – 1934 работи в учителския съюз. Бил е народен представител в XXII и XXIII народно събрание. Редактира списанията като „Ново училище“, „Социалистическа заря“, „Учителска мисъл“, „Пчела“ и други. Умира през 1952 година в София.